# Siegfried Zademack
Siegfried Zademack (* 24. Dezember 1952 in Bremen) ist ein deutscher Maler.

## Biografie
Zademack absolvierte eine Ausbildung zum Schauwerbegestalter, Werbegrafiker und Siebdrucker. Er war bis 1980 als Werbegrafiker tätig.

Er vertiefte seine Kenntnisse im Selbststudium in den Techniken und Bildkompositionen der alten Meister sowie über Farben, Pigmente, Übergänge, Lösungsmittel, Mischungen und weiterer Techniken. 1975 hatte er seine erste Ausstellungs-Beteiligung im Bremer Rathaus.
Seit 1980 arbeitet er als freischaffender Künstler und widmet sich ganz der Malerei. 1981 erfolgte die erste große Ausstellung mit mehr als 50 Gemälden im Künstlerdorf Worpswede. Nach Teilnahmen an der Art Basel und weiteren Ausstellungsbeteiligungen gewann er im Jahr 1989 den ersten Preis des Bernhard-Kaufmann-Kunstpreises. Im Auftrag des Rot Kreuz Krankenhauses Bremen erarbeitete Zademack das großformatige Deckenbild "Der kranke Ikarus", welches im Eingangsbereich des Krankenhauses zu sehen ist.
Es folgten zahlreichen Ausstellungen im Inland und im Ausland. Seit 2004 ist er Mitglied der Künstlergruppe Neue Meister und seit 2006 Mitglied der internationalen Künstlergruppe Libellule.

## Werke
Sein Werk ist geprägt durch Anleihen an die Werke und Malweise von bedeutenden Malern der europäischen Kunstgeschichte, vor allem lehnt er sich an die Meister der italienischen Früh- und Hochrenaissance bis hin zu denen des Manierismus an.
Ein frühes prägendes Ereignis war ein Besuch der Niedersächsischen Landesgalerie. Dort erwarb Siegfried Zademack im Jugendalter eine Reproduktion von Edgar Endes Bild "Büßerinnen", ein Bild, welches ihn lange Jahre begleiten sollte und für ihn einen besonderen Zugang zum Surrealismus schaffte. Einige Jahre später ergab sich für Zademack eine Begegnung mit dem Original Gemälde Edgar Endes, welches in seiner Substanz stark gefährdet war. So stand er unerwartet vor der Aufgabe eben dieses Bild durch sachkundige Restaurierung zu stabilisieren und zu retten. Geprägt vom Surrealismus lassen sich Zademacks Bilder heute dem Phantastischen Realismus zuordnen. Hervorzuheben ist, dass er bereits nach wenigen Jahren, in seiner Tätigkeit als Maler, ein unverwechselbares ikonologisches Universum aufweisen konnte. Trotz altmeisterlicher Technik und plastisch klaren figuralen Bilderfindungen, setzt diese Ikonologie beim Betrachter bis heute kunst-historische und politische Kenntnisse voraus.
Arbeiten von Zademack befinden sich in Museen, in öffentlichen Gebäuden sowie in öffentlichen und privaten Sammlungen. Veröffentlichte Reproduktionen in Bildbänden, Zeitschriften und diversen Büchern.

## Ausstellungen (Auswahl)
- 1975: Erste Ausstellungs-Beteiligung im Bremer Rathaus.
- 1977: Erste Einzel-Ausstellung in Heidelberg – Galerie Blanche
- 1981: Erste große Ausstellung, die Galerie Bollhagen in Worpswede
- 1982: Einzel-Ausstellung in Hamburg in der Galerie Happy-Jos
- 1983: Teilnahme an der Art-Basel
- 1986: Große Ausstellung in Bonn und diverse Ausstellungsbeteiligungen
- 1987: Diverse Ausstellungen u. a. in Hamburg, Berlin und Worpswede
- 1988: Teilnahme an der Ausstellung 'Traum und Wirklichkeit' in Stuttgart
- 1989: Teilnahme an der Ausstellung 100 Jahre Künstlerdorf Worpswede mit 5 Werken
- 1994: Teilnahme an der großen Kunstschau '"u Fantastique Au Visionnaire" in Venedig
- 1995: Montage und Ausstellung des großen Deckenbilds "Der kranke Ikarus" im Bremer Rot-Kreuz Krankenhaus
- 1997: Beteiligung an der Ausstellung des Vereins "Fantastische Malerei" im Europäischen Kunstzentrum Villa Rolandseck bei Bonn
- 1998: Ausstellungs-Beteiligungen, unter anderem beim Künstlerbund "Art's vi vendi".
- 2003: Teilnahme an der „Biennale Internationale 2003“ Florenz, Italien
- 2004: Beteiligung an der Kunstmesse "Impulse" in Osnabrück
- 2005: Ausstellungsbeteiligung „Fantastische Welten“ im Museum Zitadelle in Berlin
- 2006: Beteiligung an der Ausstellung „Neue Meister“ im Weinstadt-Museum Krems bei Wien
- 2007: Teilnahme 'Venus and the Female Intuition' in Saeby-Danmark, Leeuwarden-Holland, Nizza – Frankreich
- 2008: Ausstellungsbeteiligung 'ANGE EXQUIS' Rosny-sur-Seine, Chaumont – Frankreich
- 2009: Ausstellungsbeteiligung "L'Angelo e' strano... dice l' Angelo" "Galleria Renessans" – Florenz – Italien
- 2010: Ausstellungsbeteiligung "Dreamscape" Amsterdam – Niederlande
- 2011: Ausstellungsbeteiligung „EXCLAMAT!ON“ Phantastenmuseum in Wien
- 2012: Ausstellungsbeteiligung – 'FREAKSHOW' – Kopenhagen – Dänemark
- 2013: Ausstellungsbeteiligung, Künstler der Galerie – Rudifredlinkegalerie in Münster
- 2014: Teilnahme an der „LIBELLULE“ Ausstellung in Casablanca – Eglise du Sacre Coeer
- 2015: Teilnahme an der „NeueMeister“ Ausstellung in Berlin – Gutshaus Steglitz – Berlin
- 2016: Teilnahme an der Libellule Ausstellung "Tribute to old Master" – Prag – Tschechien
- 2017: Ausstellung Kreuzweg – Zoppe Voskuhl und Zademack – Galerie Lottum – Berlin –
- 2018: Teilnahme an der Ausstellung „Magical dreams“ – Centrum Promocji Kultury – Warschau – Polen